# 서울 흥천사 약사불도
서울 흥천사 약사불도(-- 興天寺 藥師佛圖)는 대한민국 서울특별시 성북구 돈암동 흥천사에 있는 조선시대의 불화이다. 2016년 4월 7일 서울특별시의 문화재자료 제66호로 지정되었다.

## 개요
약사여래와 권속들을 그린 약사불도로, 1847년에 수봉(秀鳳) 법총(法聰)을 수화승(首畵僧)으로 하여 벽담(碧譚) 도□(道□), 대은(大隱) 창활(暢濶), 양전(良田), 계□(桂□)이 함께 그렸다.
화기에 의하면 1847년 신흥사(흥천사의 옛이름)에서 개최된 수월도량(水月道場) 불사(佛事) 때 아미타불화, 지장보살화, 산신도 등과 함께 조성되었다.
가로로 긴 횡폭의 화면, 보살과 사천왕 등 권속들이 좌상으로 묘사된 점 등 19세기 불화의 특징을 보이며, 조성연대와 화원, 조성배경이 명확하게 밝혀져 있어 조성 당시 흥천사의 사세(寺勢)를 확인할 수 있다는 점에서 자료적 가치가 크다고 하겠다.

## 참고 자료
- 흥천사 약사불도 - 국가유산청 국가유산포털